# Villadossola
Villadossola es una localidad y comune italiana de la provincia de Verbano-Cusio-Ossola, región de Piamonte, con 6.921 habitantes.

## Evolución demográfica
| Gráfica de evolución demográfica de Villadossola entre 1861 y 2001 |
|                                                                    |
| Fuente ISTAT - elaboración gráfica de Wikipedia                    |